# Вільядієго
Вільядієго (ісп. Villadiego) — муніципалітет в Іспанії, у складі автономної спільноти Кастилія-і-Леон, у провінції Бургос. Населення — 1763 особи (2010).
Муніципалітет розташований на відстані близько 230 км на північ від Мадрида, 32 км на північний захід від Бургоса.
На території муніципалітету розташовані такі населені пункти: (дані про населення за 2010 рік)
- Аседільйо: 14 осіб
- Аренільяс-де-Вільядієго: 21 особа
- Барріос-де-Вільядієго: 35 осіб
- Барруело-де-Вільядієго: 11 осіб
- Боада-де-Вільядієго: 10 осіб
- Брульєс: 8 осіб
- Бустільйо-дель-Парамо: 22 особи
- Кастроморка: 32 особи
- Кокуліна: 20 осіб
- Фуенсівіль: 18 осіб
- Ормасуела: 17 осіб
- Мельгоса-де-Вільядієго: 15 осіб
- Ольмос-де-ла-Пікаса: 23 особи
- Паласуелос-де-Вільядієго: 13 осіб
- Кінтанілья-де-ла-Преса: 15 осіб
- Ріопараїсо: 15 осіб
- Сандоваль-де-ла-Рейна: 64 особи
- Таблада-де-Вільядієго: 9 осіб
- Тапія: 55 осіб
- Лос-Валькарсерес: 36 осіб
- Вільядієго: 953 особи
- Вільяернандо: 15 осіб
- Вільяісан-де-Тревіньйо: 90 осіб
- Вільяльбілья-де-Вільядієго: 17 осіб
- Вільялібадо: 12 осіб
- Вільяноньйо: 7 осіб
- Вільянуева-де-Одра: 74 особи
- Вільянуева-де-Пуерта: 39 осіб
- Вільяуте: 16 осіб
- Вільяведон: 54 особи
- Вільюсто: 33 особи

## Демографія
Динаміка населення (INE ):

## Галерея зображень

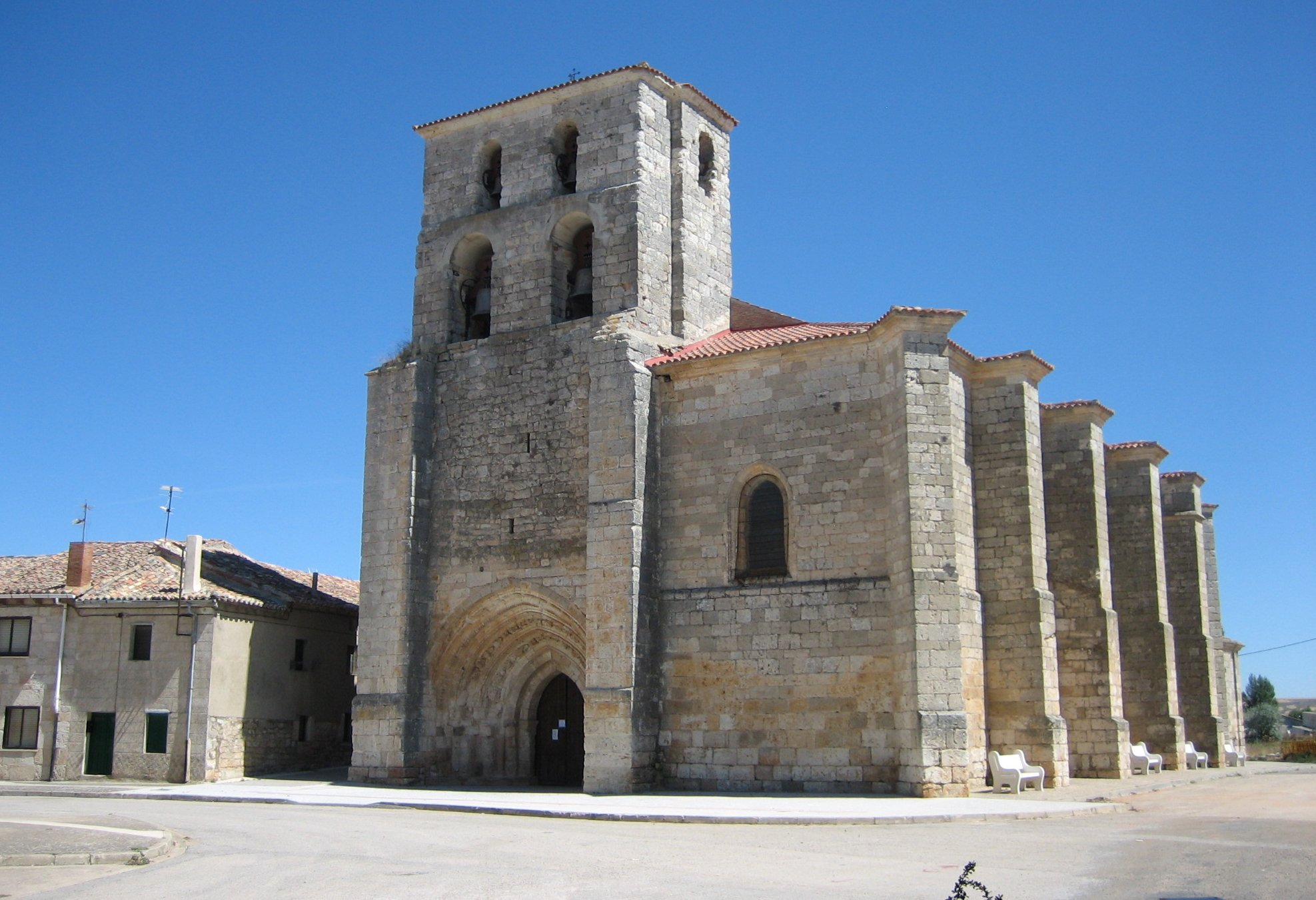
Церква Санта-Марія, Вільядієго